# 4477 Kelley
A 4477 Kelley (1983 SB) a Naprendszer kisbolygóövében található aszteroida. Bulgarian Nat. Obs. fedezte fel 1983. szeptember 28-án.